# Aeródromo de la Isla de Los Pinos
El Aeródromo de la Isla de Los Pinos (en francés: Aérodrome de l'Ile des Pins; también escrito: L'aérodrome de Moue-Ile des Pins) (IATA: ILP, ICAO: NWWE) es un aeropuerto regional de Nueva Caledonia un territorio de Francia en el océano Pacífico con un estatus de autonomía particular, y que situado concretamente en el municipio de Isla de Pinos (Ile des Pins), que se encuentra en la provincia del Sur. Este aeródromo solo tiene operaciones de la aerolinia local, Air Caledonie Airlines con vuelos desde y hacia el Aeropuerto de Magenta cerca la capital del regional.